# Wilhelm Müller
Johann Ludwig Wilhelm Muller (7 tháng 10 năm 1794 – 30 tháng 9 năm 1827) là một nhà thơ Đức, được người ta biết đến nhiều nhất với tư cách là tác giả của Die schöne Müllerin và Winterreise, những bài hát nổi tiếng của Franz Schubert.

## Tiểu sử
Wilhelm Müller sinh ngày 7 tháng 10 năm 1794 tại Dessau, con trai của một thợ may. Wilhelm Müller đã học tại các trường phổ thông ở quê hương của mình vào thời niên thiếu, sau đó học tập tại Đại học Berlin, nơi Wilhelm Müller đã giành công sức cho các nghiên cứu về triết học và lịch sử. Năm 1813-1814, ông tham gia làm một tình nguyện viên trong quân đội Phổ, trong sự vận động quốc gia chống lại Napoléon. Ông tham gia vào các trận chiến của Lützen, Bautzen, Hanau và Kulm. Năm 1814, ông trở lại học tại Berlin. Từ 1817 đến 1819, ông viếng thăm miền nam nước Đức, và Ý, năm 1820 xuất bản ấn tượng của ông về sau này trong Römer, Römer und Römerinnen. Năm 1819, ông được bổ nhiệm làm giáo viên kinh điển tại Gelehrtenschule tại Dessau, và năm 1820 là thư viện thư viện. Ông vẫn ở đó trong suốt quãng đời còn lại của mình, chết vì cơn đau tim chỉ 32 tuổi. Cháu trai của ông Wilhelm Max Müller là một học giả phương Đông Mỹ.